# ارکیده‌های مارمولکی
ارکیده‌های مارمولکی (نام علمی: Burnettia) نام یک سرده از تبار درازگوشان است.